# Predsjednik SFRJ
Predsjednik SFRJ je bila najviša politička funkcija u Socijalističkoj Federativnoj Republici Jugoslaviji (SFRJ) (ranije u Federativnoj Narodnoj Republici Jugoslaviji (FNRJ)) od 1953. do 1980. godine. Jedini nosilac ove funkcije bio je doživotni predsjednik Josip Broz Tito.

## Ustavni zakon 1953.
Prema Ustavnom zakonu iz 1953. Predsjednik SFRJ je bio istovremeno i predsjednik Saveznog izvršnog vijeća. On je:
- predstavljao FNRJ u zemlji i inozemstvu
- proglašavao ukazom zakone
- izdavao isprave o ratifikaciji međunarodnih ugovora i drugih sporazuma
- postavljao i opozivao ukazom ambasadore i opunomoćene ministre FNRJ
- primao akreditivna i opozivna pisma od strane akreditiranih stranih diplomatskih predstavnika
- dodjeljivao ukazom odlikovanja i počasna zvanja

Imao je pravo da izuzme od izvršenja akt Saveznog izvršnog vijeća, uz obavezu da sporno pitanje iznese pred Saveznu narodnu skupštinu. Bio je vrhovni zapovjednikl oružanih snaga i predsjednik Savjeta narodne obrane. Članove ovog savjeta je imenovalo Savezno izvršno vijeće na predlog predsjednika Republike.
Predsjednik Republike se birao iz redova poslanika Savezne narodne skupštine, na zajedničkoj sjednici oba doma — Saveznog vijeća i Vijeća proizvođača. Kandidata za predsjednika je moglo predložiti dvadeset narodnih poslanika, a predsjednik bi postao kandidat koji je dobio većinu glasova.
U slučaju odsutnosti, predsjednika Republike mijenjao je jedan od potpredsjednika Saveznog izvršnog vijeća.

## Ustav Jugoslavije iz 1963. godine
Prema Ustav Jugoslavije iz 1963. godine predsjednik Republike je predstavljao SFRJ u zemlji i inozemstvu, i vršio druge političko-izvršne funkcije. Bio je vrhovni zapovjednik oružanih snaga tj. Jugoslavenske narodne armije.
Predlagao je Saveznoj skupštini jednog njenog člana za predsjednika Saveznog izvršnog vijeća, koji bi zatim podnosio prijedlog za izbor članova Saveznog izvršnog vijeća. Predsjednik Republike je mogao sazvati sjednicu Saveznog izvršnog vijeća i staviti određena pitanja na dnevni red sjednice. On je predsjedavao sjednici kojoj je prisustvovao.
Predsjednik Republike je:
- ukazom proglašavao savezne zakone
- proglašavao odluku Savezne skupštine o izboru Saveznog izvršnog vijeća, predlagao izbor predsjednika i sudaca Ustavnog suda, predlagao izbor i razrješenje članova Savjeta federacije, predlagao imenovanje i razrješenje zamjenika vrhovnog zapovijenika
- postavljao i opozivao ukazom ambasadore i poslanike Socijalističke Federativne Republike Jugoslavije, primao akreditivna i opozivna pisma od strane akreditiranih stranih diplomatskih predstavnika, izdavao isprave o ratifikaciji međunarodnih ugovora
- dodjeljivao odlikovanja
- davao, suglasno saveznom zakonu, pomilovanja za krivična dijela predviđena saveznim zakonima
- proglašavao ratno stanje ako Savezna skupština nije bila u mogućnosti da se sastane
- osnivao odgovarajuće službe za vršenje poslova iz svog djelokruga
- vršio druga predviđena prava i dužnosti

Predsjednik Republike je na prijedlog Saveznog izvršnog vijeća za vrijeme ratnog stanja ili u slučaju neposredne ratne opasnosti donosio uredbe sa zakonskom snagom o pitanjima iz nadležnosti Savezne skupštine. Ove uredbe bi podnosio na potvrdu Skupštini čim bi ona bila u mogućnosti da se sastane. Imao je pravo da suzdrži od izvršenja uredbe i druge propise Saveznog izvršnog veća od općeg političkog značaja prije njihovog objavljivanja. Sporno pitanje iznosilo se odmah pred Savezno vijeće radi donošenja odluke.
Predsjednik Republike je uživao imunitet i bio je odgovoran Saveznoj skupštini. Ako je bio izabran iz redova poslanika, prestajao mu je poslanički mandat. Birao se na vrijeme od četiri godine i mogao je biti uzastopno izabran dva puta. Ovo ograničenje nije važilo za Josipa Broza Tita.
Savezna skupština je birala predsjednika Republike na mjesec dana prije isteka mandata aktualnog predsjednika. Najmanje trideset poslanika je moglo predložiti Saveznoj skupštini, po osobnoj inicijativi ili na osnovu prijedloga Saveznog odbora Socijalističkog saveza radnog naroda Jugoslavije, kandidata za predsjednika Republike. Među predlagačima, najmanje pet njih morali su biti izabrani iz svake republike, a polovica svih predlagača morali su biti iz redova članova Saveznog vijeća. Za predsjednika Republike bio je izabran kandidat koji je dobio većinu glasova svih saveznih poslanika. Izabrani predsjednik davao je svečanu izjavu pred Saveznom skupštinom.
Predsjednika Republike, u slučaju odsutnosti, mijenjao je u vršenju njegovih funkcija potpredsjednik Republike. Predsjednik Republike je mogao povjeriti potpredsjedniku da ga zastupa u vršenju određenih poslova. Potpredsjednik Republike birao se na vrijeme od četiri godine i nije mogao ponovo biti biran za naredni izborni period. Savezna skupština je birala potpredsjednika Republike odmah nakon izbora predsjednika Republike i to po istom postupku. Potpredsjednik Republike, ako je bio izabran iz redova saveznih poslanika, zadržavao je svoj mandat.
Predsjednik Republike je sazivao Savjet federacije SFRJ radi razmatranja pitanja državne politike i djelatnosti političko-izvršnih i upravnih organa. Članove Savjeta federacije je biralo, na prijedlog predsjednika Republike, Savezno vijeće iz redova saveznih i republičkih dužnosnika, kao i dužnosnika društveno-političkih i drugih organizacija.

## Ustav Jugoslavije iz 1974. godine
Prema Ustav Jugoslavije iz 1974. godine je predviđeno da Skupština SFRJ može, na prijedlog skupština republika i skupština autonomnih pokrajina, izabrati Josipa Broza Tita za predsjednika Republike bez ograničenja trajanja mandata na osnovu njegove povijesne uloge.
Predsjednik Republike birao se tajnim glasovanjem na zajedničkoj sjednici vijeća Skupštine SFRJ većinom glasova prisutnih delegata. Izabrani predsjednik davao je svečanu izjavu na zajedničkoj sjednici vijeća Skupštine SFRJ.
Predsjednik Republike je predstavljao Socijalističku Federativnu Republiku Jugoslaviju u zemlji i inozemstvu. Bio je predsjednik Predsjedništva SFRJ i vrhovni zapovjednik jugoslavenskih oružanih snaga (JNA). Bio je i predsjednik Savjeta za narodnu obranu.
Predsjednik Republike je:
- proglašavao ukazom savezne zakone
- proglašavao odluku Skupštine SFRJ o izboru Saveznog izvršnog vijeća
- postavljao i opozivao ukazom ambasadore i poslanike Socijalističke Federativne Republike Jugoslavije, primao akreditivna i opozivna pisma od strane akreditiranih stranih diplomatskih predstavnika, izdavao isprave o ratifikaciji međunarodnih ugovora
- dodjeljivao odlikovanja Socijalističke Federativne Republike Jugoslavije
- utvrđivao postojanje neposredne ratne opasnosti, naređivao opću ili djelomičnu mobilizaciju,  proglašavao ratno stanje ako se Skupština SFRJ i Predsjedništvo SFRJ nisu bili u mogućnosti sastati
- osnivao odgovarajuće službe za vršenje poslova iz svog djelokruga

Za vrijeme ratnog stanja ili u slučaju neposredne ratne opasnosti, ako Predsjedništvo SFRJ nije bilo u mogućnosti da se sastane, predsjednik Republike je donosio uredbe sa zakonskom snagom o pitanjima iz nadležnosti Skupštine SFRJ. Podnosio je ove uredbe na potvrdu Skupštini SFRJ čim bi ona bila u mogućnosti da se sastane.
Predsjednik Republike je mogao sazvati sjednicu Saveznog izvršnog vijeća i staviti određena pitanja na dnevni red sjednice. On je predsjedavao sjednici kojoj je prisustvovao. Mogao je sazvati i Savjet federacije SFRJ radi razmatranja pitanja opće politike. On je mogao članu Savjeta federacije povjeriti izvršenje određenog zadatka.
Predsjednik Republike je kao vrhovni komandant oružanih snaga Socijalističke Federativne Republike Jugoslavije:
- rukovodio i zapovjedao oružanim snagama Socijalističke Federativne Republike Jugoslavije i utvrđivao osnove planova i pripremnih mjera za obranu zemlje
- utvrđivao plan upotrebe oružanih snaga Socijalističke Federativne Republike Jugoslavije za slučaj rata i naređivao upotrebu oružanih snaga u miru
- postavljao, unaprijeđivao i razriješavao generale i admirale, kao i druge vojne starješine za koje to savezni zakon odredi
- postavljao i razriješavao predsjednike, suce i suce-porotnike vojnih sudova, i vojne tužioce

Predsjednik Republike je mogao određene poslove rukovođenja i zapovjedanja oružanim snagama Socijalističke Federativne Republike Jugoslavije prenijeti na saveznog sekretara za narodnu obranu. Savezni sekretar za narodnu odbranu je odgovarao predsjedniku Republike za poslove koji su na njega preneseni.
Predsjednik Republike je mogao sazvati zajedničku sjednicu Predsjedništva SFRJ i Saveznog izvršnog vijeća i toj sjednici predsjedavati. On je mogao povjeriti potpredsjedniku Predsjedništva SFRJ vršenje određenih poslova iz svog djelokruga.
Po smrti Josipa Broza Tita 4. svibnja 1980., sve ovlasti Predsjednika SFRJ preuzelo je Predsjedništvo SFRJ kao kolektivni državni poglavar.